# Olha Kobilianska
Olha Kobilianska (Gura Humorului, Bucovina, Imperi Austrohongarès, 27 de novembre de 1863 - Txernivtsí, Regne de Romania, 21 de març de 1942) fou una escriptora, novel·lista i feminista ucraïnesa.
Nascuda la quarta dels set fills de Maria Werner i Iulian Kobilianski, un treballador de l'administració minera d'Ucraïna, tingué, principalment, una educació autodidacta, i va rebre només una breu educació de quatre anys íntegrament en alemany, la qual cosa també pot explicar el fet que la seva primera novel·la, publicada el 1880, fos escrita íntegrament en aquesta llengua. No va ser fins al 1894 que va aparèixer la seva primera obra en ucraïnès, especialment sota la influència de companyes feministes com Sofia Okunevska, Natalia Kobrynska i Lèssia Ukraïnka. Kobilianska, a més, va conèixer aquesta darrera l'any 1899, mentre que amb el temps el seu acostament i la seva correspondència es van anar fent cada cop més intensos fins que van agafar una tonalitat apassionada. Encara que aquesta "passió" pugui semblar sorprenent en la vida cultural ucraïnesa encara molt conservadora, aquestes relacions podrien ser freqüents a les avantguardes europees. L'any 1894, Kobilianska va participar en la fundació de la Societat de Dones de Rutènia que, però, no va aconseguir reclutar un gran nombre de dones, moltes sentint-se atretes pel socialisme radical i revolucionari. Kobilianska va donar suport a la revolució Russa de 1917 però també a l'annexió d'Ucraïna per part de l'URSS, suport que li va posar en problemes quan els alemanys i italians van envair Bucovina el 1941. La seva mort el 1942 la va deixar immune a les conseqüències d'un judici en cort marcial.
A la dècada de 1890, havia tingut una relació romàntica amb el crític literari Osyp Makovei, que defensava les obres de Kobilianska i se sentia còmode amb el tema dels personatges femenins forts, independents i educats que afirmaven el seu dret a florir sexualment. No obstant això, més tard es van separar i el 1901 Kobilianska va conèixer l'escriptora Lessia Ukraїnka (1871-1913). Aquesta trobada va donar lloc a una unió extremadament apassionada que es va materialitzar per correspondència perquè la malaltia i les circumstàncies els impedien la convivència. El crític literari Ihor Kostetsky va suggerir més tard que la seva relació era lèsbica, mentre que George S. N. Luckyj opinava que: "Probablement hi va haver poc o cap contacte físic entre les dues dones, encara que el llenguatge de les seves lletres sembla homoeròtic".
Kobilianska es va convertir en una de les novel·listes ucraïneses més reconegudes de la seva època, tot i que alguns dels seus llibres poden haver commocionat la societat del segle xix amb el seu enfocament més lliure de la sexualitat femenina i, de manera més àmplia, de la condició de la dona en el seu conjunt. Els seus llibres també s'interessen per la pagesia i el vincle entre la natura i les persones. Tota la seva obra està més o menys influenciada per Nietzsche, George Sand i per molts autors alemanys, especialment els romàntics. Solomiia Pavlychko va assenyalar els forts motius homoeròtics que es troben a les obres publicades de Kobylians'ka, en particular a Valse mélancolique.
El teatre Chenivtsi i el Museu Olha Kobilianska de Chenivtsi porten el seu nom.